# Club Náutico Muña
El Club Náutico Muña es un club náutico ubicado en el embalse de Tominé, Cundinamarca (Colombia). Está constituido como asociación de derecho privado, de interés particular, sin ánimo de lucro, reconocida mediante Resolución Número 68 del 22 de febrero de 1945 emanada del Ministerio de Gobierno y reformada por Resolución Número 3240 del 14 de diciembre de 1956, del mismo Ministerio.

## Historia
Fue fundado el 7 de septiembre de 1944 como Club Náutico del Muña en el embalse del Muña, y su primera junta directiva estuvo formada por José Carulla como presidente, "el ratón" Pérez como secretario, Jorge Carulla como tesorero y Erwin Kraus, Enrique Uribe White y Jorge Samper como vocales. Las primeras regatas se disputaron con embarcaciones de la clase Lightning, que tuvo en el club la primera flota (número 73) de América del Sur. En 1959 el club organizó el V Campeonato Suramericano de Lightning.
En 1967 se inició el bombeo de agua del río Bogotá al embalse del Muña para ampliar la generación de energía, y el club se traslada al embalse de Tominé.